# Поверхневий карст

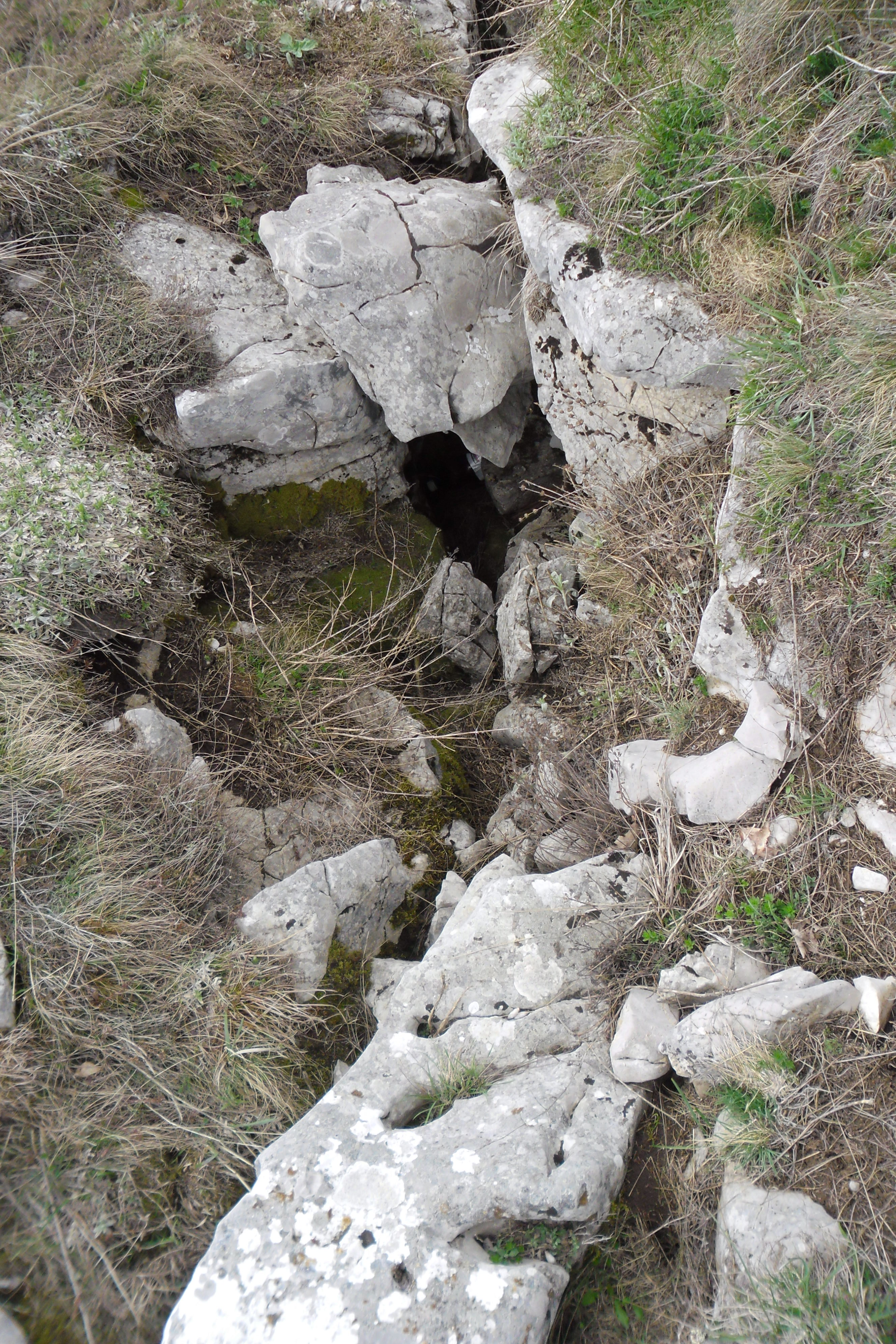
Поверхневий карст. Крим. Ялтинська яйла. 2015 р.

Поверхне́вий карст, зовнішній карст, або відкритий карст — один з двох типів карсту; форма рельєфу, що виникла в процесі карстування земної поверхні. Породи, що карстуються, лежать безпосередньо на поверхні, тому швидко розмиваються потоками вод від атмосферних опадів, що призводить до суттєвих змін у рельєфі.
До поверхневих карстових форм рельєфу відносяться:
- карри;
- понори;
- карстові вирви;
- карстові улоговини;
- карстові колодязі;
- карстові шахти.